# Kathrine Nielsen
Kathrine Nielsen (født 9. februar 1977) er en dansk atletikudøver, der har tilhørt den danske elite inden for flere discipliner, heriblandt syvkamp og højdespring. I sidstnævnte disciplin har hun i 2001 sprunget 1,82 m, hvilket gør hende til fjerdebedste på alle tiders danske højdespringsrangliste.
Kathrine Nielsen stiller op for Sparta Atletik og har været på det danske atletiklandshold. Hun har vundet flere danske mesterskaber.

## Resultater[3]
- 100 meter hæk: 14,27 (2000)
- 400 meter hæk: 1:04,04 (2002)
- Længdespring: 5,80 (2000)
- Højdespring: 1,82 (2001)
- Syvkamp: 5438 point (2000)